# Замак Бран
Замак Бран (рум. Castelul Bran), у околини Брашова, је средњовековно утврђење и споменик културе националног ранга у Румунији. Утврђење се налази у месту Бран на граници између румунских покрајина Трансилваније и Влашке и познато је и као „Дракулин замак”, упркос чињеници да готово нема додирне тачке са румунским националним херојем Владом Цепешом.
Замак је данас музеј, отворен за туристе, са поставкама уметничких предмета, народне радиности и намештаја из колекције краљице Марије од Единбурга, румунске краљице која је у замку живела са својим мужем, краљем Фердинандом I, у току прве половине  века. Под брдом на коме се налази замак током целе године организован је вашар традиционалне румунске народне радиности, као и отворени музеј сеоског градитељства.

## Историјат
Прво утврђење на овом месту подигли су Тевтонски витезови, 1212. године, као стражарску испоставу на улазу у кланац на граници Трансилваније и Влашке. Ово утврђење било је направљено од дрвета, а разорили су га Монголи, 1242. године.

### Средњи век
Замак Бран први пут се помиње у писаним изворима 1377. године, када је краљ Лајош I Анжујски дозволио Саксонцима настањеним у Брашову да на том месту подигну камену цитаделу, о сопственом трошку и сопственом радном снагом. Ускоро се око замка формирало и насеље Бран.
Почетком  века, замак је једно време био у власништву влашког кнеза Мирче Старијег (деде Влада Цепеша), који је у њему успоставио царинску контролу за трговце који су путовали између Трансилваније и Влашке. У периоду 1438—1442. године, замак је представљао значајно упориште у борби против Отоманске империје, а од друге половине XV века налазио се у рукама угарских владара. Последњи поседник замка пре XX века био је угарски краљ Владислав II Јагелонац, који је 1513. године престао да плаћа закупнину становницима Брана, и тако је замак прешао у њихове руке.

### ивек
Године 1920, замак је постао резиденција румунске краљевске породице, и омиљено пребивалиште краљице Марије од Единбурга. Једно време, у замку је живела и Маријина кћерка, будућа краљица Југославије Марија Карађорђевић. Након смрти Марије од Единбурга, замак је наследила њена најмлађа кћерка принцеза Илеана, надвојвоткиња Аустрије, да би 1948. године прешао у руке комуниста, након протеривања краљевске породице.
Замак је потом затворен, а тек 2007. године, Законом о реституцији, румунска влада га је вратила у посед наследника принцезе Илеане, надвојводе Доминика Хабзбурга. Године 2009, управљање замком је и званично поверено надвојводи Доминику и његовим сестрама, који су исте године отворили реновирани замак за јавност, као први приватни музеј у Румунији, и представили стратегију за претварање Брана у значајну тачку на туристичкој мапи земље.

## Архитектура
Архитектура замка Бран базирана је на масивним готским елементима конструкције. Неправилан облик цитаделе одређен је конфигурацијом терена на којем је подигнуто утврђење. Основни елементи конструкције су речни камен, опека и дрво.
У прво време, до 1380. године, утврђење се састојало од неколико мањих одељења за војску и угаоне куле на западној страни. Према записима страних путника, који су посетили цитаделу у XVI веку, утврђење је око 1535. године имало три одбрамбене куле: на северној, западној и источној страни. Улаз у утврђење налазио се на јужној страни, и имао је покретно степениште. Утврђење је имало и два паралелна зида у долини, који су ограничавали пролаз кроз клисуру. У то време, у стени је ископан бунар дубине око 57 метара у унутрашњем дворишту цитаделе, како би се обезбедила пијаћа вода за утврђење.
Једна од кула, у којој се налазила барутана, експлодирала је 1593. године, али је убрзо обновљена. Утврђење је претрпело додатну штету у снажној олуји 1617. године и пожару 1619. године. Реконструкција Брана изведена је 1622. године, по наређењу тадашњег кнеза Трансилваније Габријела Бетлена (владао у периоду 1613—1629. године), и тада је подигнута улазна кула на јужној страни утврђења.
Према латинском натпису у унутрашњем дворишту замка, додатне реконструкције су извршене 1723. године. У овом периоду извршени су радови на четвороугаоној донжон кули на северној страни замка, који су укључивали пробијање отвора за стрелце и доградњу таванског простора, са слепим аркадама и пиластрима. Кров донжон куле, као и одељења за војску, добио је двоструки слој конструкције, као превентивну меру против пожара. По свему судећи, у  веку дограђен је и дрвени павиљон, ослоњен на донжон кулу, одакле су стражари замка могли да посматрају кланац и упозоре на непријатеља.
На правоугаоној источној кули, споља обложеној каменом, налазе се два одбрамбена отвора против опсаде, са кога су војници из замка могли да бацају камење или просипају кључало уље или воду на непријатеља. У овој кули налази се и тајно степениште у зиду, које води са првог спрата директно на трећи.
У периоду 1877—1878. године, аустроугарске власти наредиле су да се дрвени кровни покривачи замене чврстим материјалима, како би се замак додатно ојачао током Руско-турских ратова у том времену. Додатно утврђивање оригиналних делова замка извршено је у периоду 1883—1886. године, о чему сведочи запис на јужном зиду унутрашњег дворишта. У овом периоду је и дрвено степениште при улазу замењено каменим, које постоји и данас.
Потпуна реконструкција замка, изведена између 1921. и 1929. године по плановима чешког архитекте Карела Лимана, дала је грађевини романтичан изглед. Цео замак преуређен је у систему бондрука, који је омогућио да се тавански простори преуреде у корисни четврти спрат. Грађевини су додате лође у приземљу и терасе на трећем и четвртом спрату. Додате су и још две округле куле, једна у унутрашњем дворишту, изнад бунара, а друга уз јужну кулу. Такође је изграђено неколико просторија уз улазну кулу. Главни улаз добио је конструктивни оквир од камена, одбрамбени отвори су претворени у прозоре и уграђене су каљеве пећи у саксонском стилу из  века. Старе просторије замка претворене су у комфорну резиденцију краљевске породице.
Током 1937. године, у бунар у унутрашњем дворишту замка уграђен је електрични лифт, а на дну бунара прокопан је хоризонтални тунел у стени, до парка испод стене на којој се налази замак. Замак је поново реновиран између 1987. и 1993. године, када су темељи грађевине ојачани металним затегама.

## Дракула као маркетинг
Иако не постоји никакав доказ да је Влад Цепеш икада крочио ногом у Бран, овај замак се рекламира и као „Дракулин замак“, под изговором да је управо Бран послужио као инспирација Брему Стокеру за писање романа Дракула, те да је овај замак описан у роману као дом фиктивног грофа вампира. Међутим, не постоје никакви докази да је Стокер уопште знао за постојање замка Бран, а име замка не помиње се нигде у роману.
У замку Бран налази се и поставка везана за историјску личност Влада Цепеша, као и за Стокеровог грофа Дракулу, и мада је поставка о Цепешу оправдана изузетним историјским значајем ове личности за просторе Влашке и Трансилваније, поставка везана за Стокеровог фиктивног вампира служи чисто као маркетиншки мамац за стране туристе.

## Галерија
- Поглед на замак
- Замак Бран из подножја брда
- Поглед на унутрашње двориште замка
- Поглед из замка на околину
- Тајни пролаз унутар замка, који спаја први и трећи спрат
- Поглед на замак и планину Бучеђи
- Замак Бран под снегом